# Дебио (Ла Специја)
Дебио је насеље у Италији у округу Ла Специја, региону Лигурија.
Према процени из 2011. у насељу је живело 94 становника. Насеље се налази на надморској висини од 247 м.